# Mazda MS-X
La Mazda MS-X est un concept car du constructeur automobile Japonais Mazda, présenté au salon de Francfort en 1997.
Il se présente sous la forme d'une berline à quatre portes polyvalente dont l'espace intérieur est flexible pour favoriser soit le volume de bagages transporté, soit le confort des passagers. L'intérieur est minimal et vise à s'abstenir de toute mécanique apparente, il adopte un affichage rétractable mais intègre par exemple des systèmes de navigation, de sécurité et de prévention des collision, il s'abstient également de clé de contact au profit d'une carte à puce qui sert de sauvegarde des paramètres ergonomiques tels que la position des sièges à la manière du concept CVS Personal Car.